# أحمد حسين زاده
شَيْخُ الإِسْلَامِ أَحْمَد حُسَيْن زَادَه السَّالِيَانِيُّ (1226هـ - 1305هـ / 1812م - 1887م) الشَّهير اختصارًا بِـ«أحمد علي زاده» أو «الشيخ أحمد السَّالياني» هو فقيهٌ وعالمٌ مسلمٌ شيعيٌّ وشيخ الإسلام في القفقاس في روسيا القيصريَّة.

## انظُر أيضًا
- الشيعة في روسيا
- الإسلام في روسيا